# Aïcirits
Pour les articles homonymes, voir Aïcirits.
Aïcirits est une ancienne commune française du département des Pyrénées-Atlantiques. En 1972, la commune de Camou-Mixe-Suhast est rattachée à Aïcirits, dont le nom a été modifié en 1984 pour reprendre une partie du nom de cette ancienne commune. Désormais, elle s'appelle Aïcirits-Camou-Suhast.

## Toponymie
Le toponyme Aïcirits apparaît sous les formes 
Sanctus Martinus de Assiriz (1160), 
Ayxiritz (1316), 
Aysiriz (1350), 
Aychiritz (1413) et 
Ayxeriis (1472, notaires de Labastide-Villefranche).

Jean-Baptiste Orpustan propose l’étymologie basque aitz (« haut ») et aratze  (« fougeraie ») donnant « fougeraie du haut » ou « fougeraie des rochers ».
Le château de Salat, était un fief relevant du royaume de Navarre,  qui apparaît sous les graphies 
Çalaha (1384, collection Duchesne volume CX) et 
la maison deu senhor de Salha en lo pays de Micxe (1547, titres de Navarre).

## Histoire
Le 27 août 1846 la commune d'Aïcirits est agrandie d'une partie du territoire de la commune d' Amendeuix-Oneix. 